# Kluk v sukních
Kluk v sukních je dětská kniha, kterou napsal spisovatel, televizní komik a herec David Walliams, známý také seriálem skečů BBC Little Britain a seriálem Pojď se mnou. Kniha vyšla v roce 2008 a jedná se o první autorovo dílo ilustrované Quentinem Blakem. Kniha vypráví příběh o dvanáctiletém chlapci, který se jmenuje Denis. Denis kromě toho, že je skvělý fotbalista, má i další zvláštní zálibu a to, že se rád obléká do dámských šatů a cítí se jako holka. Chtěl by být jako holka. Kniha je určená pro čtenáře ve věku od osmi do čtrnácti let a byla zpracována do podoby televizního filmu a muzikálu.

## Obsah
Kniha vypráví příběh o dvanáctiletém Denisovi a jeho tak trochu zvláštní zálibě. Denis bydlí se svým otcem a starším bratrem Johnem v poklidné čtvrti. Jejich vztahy v rodině ale nejsou ideální, jelikož od nich kdysi odešla maminka a už se nevrátila. Od té doby se tatínek dost změnil: začal hodně jíst, jezdit brzo ráno do práce a vracet se pozdě v noci. Denis a John si spolu moc nerozumí. Každý má své koníčky a kamarády. Mezi Denisův největší koníček patřil fotbal. Je nejlepším hráčem ve školním týmu a díky němu se týmu velmi daří.
Mezi Denisovi blízké kamarády patří Dárveš a pan Rádž, který prodáá v obchodě. Později se k nim přidá i dívka jménem Lisa. S tou se Denis seznámí v ředitelně, kde skončí, protože rozbije fotbalovým míčem okno. Nakonec se z nich stanou dobří přátelé. Lisu baví móda a ráda navrhuje různé druhy šatů, což se Denisovi moc líbí. Denis totiž kromě fotbalu miluje i dámské šaty. Líbí se mu jejich lesklost, elegance a barevnost. Když byl ještě malý a žila s nimi maminka, zkoušel si její šaty před zrcadlem. U pana Raje si dokonce kupuje časopisy o módě. Tahle záliba se Lise na Denisovi moc líbí a je nadšená, že se mají společný koníček. Skoro každý den se navštěvují a prohlížejí si módní katalogy. Lisa Denisovi dokonce jedny šaty ušije, nalíčí ho a půjčí mu boty na podpatcích.
Jednoho dne se rozhodnou, že udělají takový pokus: Denis se bude vydávat za dívku, která přijela z Francie na Erasmus do České republiky. Zajímá je, jestli někdo Denise odhalí a zda jim to spolužáci skutečně uvěří. Nejdříve zavítají do obchodu pana Dárveše, kterému se „dívka“ zalíbí. Nečekali, že se jim to opravdu povede, ale Denis působil opravdu přesvědčivě. Spolužáci ve škole je také neprokouknou. Ale každá legrace jednou končí, a bohužel i Denise nakonec odhalí. Pan ředitel Denise vyloučí, a tak nemůže hrát ve školním týmu. To se ale trenérovi nelíbí, jelikož Denis je jeho nejlepší hráč a navíc je čeká důležitý zápas se silným soupeřem.
Příběh má naštěstí dobrý konec. Denise přijmou zpět do školy a všichni chlapci nakonec fotbalový zápas odehrají v šatech, které jim půjčí Lisa, a zvítězí. Na zápas se přijde podívat dokonce i Denisův tatínek, který jej povzbuzuje. Denisova rodina i kamarádi  jeho nevšední zálibu přijmou. Pro Denise je to velká úleva, protože už nemusí nic skrývat.

## Interpretace
Kniha měla mezi čtenáři značný úspěch, oceňují především, že příběh je vtipný, dobrodružný a zároveň místy smutný. Přestože je kniha často považována za autobiografickou, podle autora jde pouze o fantazii a splnění dětského snu – když bylo Walliamsovi dvanáct let, toužil setkat se s dívkou, jako je Lisa.
Nicole Brugger-Dethmersová uvádí, že Davidův crossdressing není dán nutností nebo snahou dosáhnout určitého cíle (jak tomu obvykle bývá v dobrodružné literatuře, zejména u dívek převlékajících se za chlapce), nýbrž prostě jen tím, že v šatech nalézá potěšení – vášeň pro módu a módní časopisy je pro něj prostředkem úniku od reality, jeho „osobní Narnie“. Od jiných textů se Kluk v sukních odlišuje také svým pozitivním přístupem k myšlence chlapce v dívčím oblečení. Srovnání je možné například s Dobrodružstvími Huckleberryho Finna, kde hrdinu paní Loftusová snadno prohlédne, protože nedokáže chování slušné a upjaté dívky nedokáže napodobit. Toto „typicky ženské chování“ je přitom vykresleno jako směšné, stejně jako Huckova snaha.